# マッツ・フロクヤー＝イェンセン
- マッツ・フロキャール=イェンセン

マッツ・フロクヤー＝イェンセン（Mads Frøkjær-Jensen, 1999年7月29日 - ）は、デンマーク・首都地域ヴィズオウア出身のサッカー選手。EFLチャンピオンシップ・プレストン・ノースエンドFC所属。ポジションはMF。
『マッツ・フロキャール=イェンセン』とも紹介される事もある。

## クラブ経歴

### オーデンセBK
2014年にオーデンセBKに入団。2017年12月にトップチーム昇格が決まり、プロ契約を締結。2019-20シーズンに先発に定着し、2020年1月には2024年夏までの契約に合意。以降数字を伸ばし、2022-23シーズンには自己最高の8ゴールを決めた。

### プレストン・ノースエンドFC
2023年7月11日、プレストン・ノースエンドFCと4年契約を結んだ。